# Stenometopiellus
Stenometopiellus  (лат.) — род цикадок из отряда полужесткокрылых. 

## Описание
Цикадки размером 2—4 мм средних пропорций или умеренно стройные, переход лица в темя сглаженный. На территории бывшего СССР обнаружено 15 видов.  
- Stenometopiellus cookei  (Gillette, 1898)
- Stenometopiellus perexiguus (Linnavuori, 1953)  — Якутия, Монголия